# 赤峰清真北大寺
42°16′41.3″N 118°57′3.5″E / 42.278139°N 118.950972°E
赤峰清真北大寺位于今中华人民共和国内蒙古自治区赤峰市红山区新华路25号，建于清代乾隆年间，是赤峰地区规模最大、历史最久的清真寺。现为全国重点文物保护单位。

## 历史
乾隆四年（1739年），回族乡老张悦明主持向蒙古王公挂地7亩6分新建清真寺，最初仅有土房5间、大殿3间、沐浴室和教长室各1间。乾隆七年（1742年），曾在沈阳开办过“德胜镖局”的乡老马汾发起改建清真寺，并从沈阳邀请曾负责沈阳南清真寺的工程师负责新清真寺的设计施工，并由一位阿訇和若干名乡老到各地写乜帖（征集捐款）补足工程资金，乾隆十二年（1747年）改建完工。
1913年3月，中国回教俱进会赤峰支会成立，会址设于清真北大寺。1958年后，清真寺曾多次修葺。1992年6月，清真北大寺列入赤峰市重点文物保护单位。2006年9月4日列入第四批内蒙古自治区文物保护单位。2011年，清真北大寺经历了规模较大的一次修缮。2013年5月3日，清真北大寺列入第七批全国重点文物保护单位。

## 建筑特色
清真北大寺占地面积约5000平方米，坐西向东，由山门、大礼拜殿、左右配殿等建筑组成，采用中国传统中轴对称布局。沿中轴线最前端为山门，山门两侧的左右耳房通面阔三间，单檐硬山式，其内立有两块记载建寺情况的石碑，山门后设照壁。一进院南北两侧为单檐硬山式配殿，通面阔各三间。一进院落中央为大礼拜殿，殿前为卷棚顶歇山抱厦，高台基石构须弥座，通面阔三间；大礼拜殿通面阔五间，通进深五间，单檐硬山建筑，殿内空间宽阔，地面铺设木制地板，南北两侧墙面各开拱券窗；大礼拜殿正后方为歇山顶后窑殿（米哈拉布），上方直通望月亭（邦克楼），望月亭高30米，为二层重檐六角亭阁式建筑。抱厦、大礼拜殿、后窑殿三部分屋顶以勾连搭的方式组合在一起，呈逐渐增高的梯次式。二进院落内为住宅、办公室、客房、浴室等附属建筑，部分已不存。
寺内建筑各处分布着精美的砖雕、石雕、木雕装饰，以几何纹、植物纹及阿拉伯文文字图案为主，如博缝头等处的阿拉伯文砖雕、大殿木雕隔扇门、望月楼“云”字状窗棂、石雕抱鼓石、蟠龙基石、凤凰喜鹊纹角柱石等。此外还有清代官式绘画艺术、新疆石膏塑制艺术等，均极具民族艺术特色，充分体现了清代伊斯兰教建筑传统的地方工艺技术。

## 图集
- 清真北大寺正视图
- 正门、抱鼓石、匾额、赤峰市文保单位标志牌
- 北侧偏门及博缝头上的阿拉伯文砖雕
- 全国重点文保单位标志碑